# Cryptosara vadonalis
Cryptosara vadonalis là một loài bướm đêm trong họ Crambidae.